# Корна Иманя
Ко̀рна Има̀ня (на италиански и на ломбардски: Corna Imagna) е село и община в Северна Италия, провинция Бергамо, регион Ломбардия. Разположено е на 736 m надморска височина. Населението на общината е 931 души (към 2017 г.).